# خایمه دوم، پادشاه مایورکا
خایمه دوم (کاتالونیایی: Jaume) (31 مه ۱۲۴۳–۲۹ مه ۱۳۱۱) پادشاه مایورکا و لرد مون‌پلیه از سال ۱۲۷۶ تا زمان مرگش بود. او دومین پسر خایمه یکم، پادشاه آراگون و همسرش ویولان دختر آندراش دوم مجارستان بود. در سال ۱۲۷۹، با معاهده پرپینیان، وی تابع تاج آراگون شد.